# Chotovický potok
Chotovický potok pramení u čertova mlýna na severozápadní části katastru obce Chotovice v okrese Česká Lípa, od pramene pokračuje k jihu. Na jeho toku jsou před zastavěnou částí obce Chotovice vybudovány dva rybníky – Horní Chotovický rybník a Dolní Chotovický rybník. Poté proteče zastavěnou částí obce Chotovice, po své cestě posbírá několik menších pravostranných i levostranných vodotečí a jeho cesta končí v Dobranovském potoku před rybníkem Očko.